# Амазонска екваториална гора
 Тази статия е за региона Амазония и горите му.  За основната му река вижте Амазонка (река).  
Амазонската екваториална гора или просто Амазония (на испански: Amazonia, на португалски: Amazônia, Floresta Amazônica или Selva Amazônica), често наричана Амазонска джунгла, е огромен горски пояс от екваториални гори, в Южна Америка, простиращ се в Амазонската низина, най-голямата в света. Заема територия от около 5,5 млн. km², което я прави най-обширната екваториална гора на планетата и се простира на територията на 8 държави – Бразилия, Колумбия, Перу, Венецуела, Еквадор, Боливия, Гвиана и Суринам, както и Френска Гвиана (със статут на отвъдморски департамент на Република Франция). Простира се от Андите на запад до Атлантическия океан на изток и между Гвианската планинска земя на север до Бразилското плато на юг, като обхваща голяма част от водосборния басейн на река Амазонка. Заема огромната синеклиза на Южноамериканската платформа, запълнена основно с палеозойски морски и мезо-кайнозойски континентални наслаги. Климатът е горещ (средни месечни температури 24 – 28°С) и влажен (годишна сума на валежите от 1500 до 3000 mm и повече)..
Амазонската екваториална гора притежава най-голямото биоразнообразие на планетата. Значителна част от територията и все още е слабо проучена. През Амазония протичат някои от най-дългите и пълноводни реки на Земята, сред които и най-пълноводната – Амазонка, която е дала наименованието на целия регион. Тя е и най-голямата гора в света.

## Деление
Амазонската низина се поделя на две обособени части: Западна Амазония и Източна Амазония
- Западна Амазония е много широка (до 1600 km), плоска и ниска равнина. Климатът е екваториален, постоянно влажен. Реките текат бавно в слабо врязани, широки долини, с множество меандри и голяма мътност (на португалски риус бранкус). Плоските междуречия (на португалски тера фирма – буквално „твърда земя“, или ете) са заети от влажни екваториални гори (селвас, хилея), развити върху оподзолени латеритни почви. Речните долини се характеризират с висока заливна тераса (варзеа), която по-рядко се наводнява, и ниска заливна тераса (игапо), заливана от речните води ежегодно за по няколко месеца. Растителността във високата заливна тераса е сходна с тази на плоските междуречия и включва особено много видове палми, хевея, сумауму-сейбу, какаови дървета и др. Растителността в ниската заливна тераса е много по бедна, като най-характерния вид е имбауба-цекропия. Във влажните екваториални гори има обилие от животински видове, приспособени за живот по дърветата: широконоси маймуни, ленивци, малки мравояди. От наземните животни най-важните са броненосец великан, тапири, пекари и др. Има много видове птици, влечуги, земноводни, риби, насекоми и мравки.[1]
- Източна Амазония е разположена източно от устията на реките Рио Негро и Тапажос и е значително по-тясна (до 350 km) в сравнение със Западна Амазония. По периферията ѝ на повърхността излизат морски палеозойски и кристалинни докамбрийски скали, а осовата ѝ част е подложена на неотдавнашно потъване. Във връзка с това, нейната повърхност е много по-силно разчленена, като се срещат остатъчни възвишения с височина до 350 m. Речните долини са много по-дълбоко врязани и са предимно праволинейни, а устията на реките имат естуарен характер. По теченията на реките има множество бързеи и прагове, водата им е предимно прозрачна, а от разлагащите се растения в нея има тъмен цвят (на португалски риус негрос). Климатът е субекваториален. От юни до септември от Бразилското плато духа югоизточния пасат, който предизвиква засушаване. Във връзка с това в горите има значителни примеси на листопадни дървета, срещат се редки гори и петна от савани, всички те развити върху червени почви. Вечнозелени гори са развити само по високите и ниски заливни тераси, върху алувиаални почви. Тук се появяват и животни характерни за откритите пространства: елени мазами, среден мравояд, малки броненосци, много гризачи, термити.[1]

## Откриване
Наименованието Амазония е измислено от испанския конквистадор Франсиско де Ореляна, който пристига в Южна Америка през 1541 г., за да се присъедини към експедицията на Гонсало Писаро (брат на завоевателя на империята на инките Франсиско Писаро) в търсене на митичния град Елдорадо. По-късно Ореляна се отделя от Писаро и поема по течението на река Напо в днешен Еквадор, един от притоците на Амазонка, и така навлиза за първи път в дебрите на екваториалната гора. Когато достига до голямата река, Ореляно забелязва няколко жени от едно от местните индиански племена, въоръжени с копия и стрели. Правейки аналогия с прочутите жени-воини от Древногръцката митология, той кръщава тази част от реката Амазонка. Постепенно това наименование се налага върху цялото течение на реката и се използва официално.

## Релеф
По-голямата част от територията на Амазонската екваториална гора е разположена в обширната Амазонска низина, заемаща цялото централно ядро на водосборния басейн на реката. Границите ѝ на запад се очертават от планинската верига на Андите, чиито източни склонове често се смятат за част от Амазония. Причината е, че растителната покривка до 1500 m. н.в. се състои от типичните за низината екваториални гори. Северната част има по-разнообразен релеф. Тук се простира Гвинаската планинска земя, високо старо плато, характеризиращо се с извисяващите се масивни планини от пясъчник, наричани от местното население „тепуи“. Най-високата точка на Гвианското плато е Пику да Неблина (2994 метра), намираща се на територията на Бразилия, точно на границата с Венецуела.

## История

### Геоложка история
Амазонската екваториална гора е образувана в началото на периода еоцен преди около 55 милиона години. По-рано регионът вероятно е бил покрит от саванно-степна растителност. Причината за образуването на леса е в глобалното повишение на температурите в началото на еоцена, което променя движението на океанските течения в Атлантическия океан, като северната част на Южна Америка преминава под влиянието на влажните океански пасати, които носят повече дъждове.
От особено голямо значение за формирането на Амазония са геологичните процеси в западната част на континента, където се издига планинската верига Анди. Тя се превръща в климатична преграда, която спира влажните океански маси от изток. Тъй като липсва подобен масив по атлантическото крайбрежие, влиянието на влажните пасати се разпростира върху огромната територия от Атлантическия океан до Андите. До времето на последната ледникова епоха екваториалните гори покриват цяла Амазония, както и по-голямата част от континента, с по-обширен ареал в сравнение с модерната епоха. През късния плейстоцен, когато средните температури за планетата падат значително и ледената покривка достига своя глациален максимум, климатът става по-сух, поради което горите отстъпват място на саваните и редките храстови формации. Геологичните проби и анализи показват, че засушаването започва да настъпва още преди около 2 милиона години, но най-осезаемо става то преди около 21 000 години. В началото на холоцена, когато климатът се затопля, а дъждовете нарастват, ареалът на тропическата гора отново нараства и заема териториите, които обхваща и днес.

### Влияние от Сахара
Над 56% от праха, наторяващ Амазонската гора, идва от депресията Боделе в Северен Чад, Сахара. Прахът съдържа фосфор, важен за растежа на растенията. Сахарският прах замества еквивалентното количество фосфор, отмит от амазонската почва чрез дъждове и наводнения. До 50 милиона тона прах от Сахара годишно е издухван над Атлантическия океан.
Сателитът на NASA CALIPSO е измерил количеството прах, пренесен от вятъра от Сахара до Амазония: средно 182 милиона тона прах е издухван от Сахара всяка година, на 15 градуса западна дължина, 2600 km над Атлантика (прах пада и в него), после на 35° западна дължина при източния бряг на Южна Америка 27,7 милиона тона (15%) прах пада в басейна на Амазонка, 132 милиона тона прах остава във въздуха, 43 милиона тона прах е издухван и попада в Карибско море след 75 градуса западна дължина.

### Човешко заселване
Според археологическите разкопки в Каверна де Педра Пинтада, хората се заселват за пръв път в Амазония преди поне 11 200 години. По-нататъшното развитие води до късни праисторически селища по периферията на гората към 1250 г., които докарват изменения по покритието на гората.
Дълго време се е считало, че Амазонската гора е била само рядко населена, тъй като е било невъзможно за голяма популация да се издържа чрез селско стопанство, имайки предвид бедната почва. Според някои учени гъстота на населението от 0,2 д/km² е максимумът, който може да се издържа в джунглата чрез лов. Обаче, скорошни антропологични открития предполагат, че регионът, всъщност, е бил гъсто населен. Възможно е около 5 милиона души да са живели в Амазония към 1500 г., разделени между брегови селища и обитатели на вътрешността. Към 1900 г. населението пада до милион, а до 1980-те години пада под 200 000.
Първият европеец, прекосил цялата река Амазонка, е Франсиско де Ореляна през 1542 г. Той докладва за разцъфваща цивилизация по амазонското течение през 1540-те години. Смята се, че въпросната цивилизация по-късно е унищожена от разпространението на едра шарка, донесена от Европа.
От 1970-те години насам са открити множество геоглифове върху обезлесената земя, които датират от периода 1 – 1250 г. и потвърждават тезата за доколумбови цивилизации. В района на река Шингу през 2003 г. са намерени останки от големи селища насред Амазонската джунгла. Сред тях са открити и доказателства за пътища, мостове и площади.

## Биоразнообразие
Екваториалните гори на Амазония се отличават с най-голямото биоразнообразие, познато на нашата планета. Броят на известните видове растения и животни тук е по-голям откъдето и да е по света. Те съставляват около 10% от всички живи видове на Земята. Насекомите са представени от над 2,5 милиона различни вида, рекорд в световен мащаб. Амазония е дом на над 40 000 вида цветни растения и според някои проучвания приютява около 400 милиарда броя дървета от над 16 000 вида. В горите на Еквадор е регистрирано най-голямото разнообразие на видове дървета в света – над 1100 вида на km². Едно проучване, осъществено в бразилска Амазония през 1999 г. показа, че на 1 km² гора има на около 90 790 тона живи растения. Гръбначните животни са представени от повече от 2200 вида птици, 2500 вида риби, 430 вида бозайници, 428 вида земноводни и 378 вида влечуги.

## Обезлесяване
Обезлесяването в Амазония се дължи основно на построяването на селища, инфраструктура и разработването на земята. Преди 60-те години на XX век достъпът до вътрешността на Амазония е силно ограничен и гората е почти незасегната. Фермите през 1960-те години функционират чрез отглеждане на култури. Обаче, фермерите се оказват неспособни да управляват земите си и реколтата си, поради загуба на плодородието на почвата и избягването на плевели. Почвите в Амазония се оказват плодородни само за малко време, така че фермерите постоянно се придвижват към нови райони и разчистват повече земя. Тези фермерски практики довеждат до обезлесяване и причиняват големи щети по околната среда.
През 1970-те години започва строежът на Трансамазонската магистрала. Тя представлява голяма заплаха за Амазонската гора, тъй като улеснява дърводобива.
Между 1991 и 2000 г. общата площ на загубените амазонски гори нараства от 415 000 на 587 000 km², като по-голямата част от загубената гора се превръща в пасища за добитъка. 91% от обезлесените земи в Амазония след 1970 г. се използват за пасища.
В днешно време Бразилия е вторият най-голям производител на соя след САЩ. Според нови проучвания, проведени от Leydimere Oliveira et al., изсичането на Амазонската джунгла води до по-малко дъждове в региона и следователно по-малка селскостопанска продукция на хектар. Оттук следва, че икономическата изгода за Бразилия от изсичането на горите и превръщането им в пасища е минимална.
Нуждата за соеви ферми се използва, за да се оправдаят много от противоречивите транспортни проекти, които се разработват в Амазония, Първите две магистрали успешно отварят джунглата и увеличават селищата и обезлесяването. Средната скорост на годишно обезлесяване от 2000 до 2005 г. (22 392 km²/година) е с 18% по-висока, отколкото през предишните пет години (19 018 km²/година). Въпреки че обезлесяването намалява значително между 2004 и 2014 г., в днешно време то пак се покачва.
Друга сериозна заплаха за джунглата в западните ѝ части е сондирането и добиването на петрол.